# Las pelotaris 1926
Las pelotaris 1926 es una serie de televisión por internet dramática producida por The Mediapro Studio para TelevisaUnivision, en el 2023. Es una historia original de Marc Cistaré inspirado en la historia de las primeras deportistas profesionales en España. Se lanzó a través de Vix desde el 10 de marzo de 2023.
Está protagonizada por Zuria Vega, Claudia Salas y María de Nati, junto con un reparto coral.

## Trama
Chelo (Zuria Vega), Idoia (Claudia Salas) e Itzi (María de Nati), son tres jugadoras de Pelota vasca que luchan por alcanzar sus sueños en los años 20 del siglo pasado. Las exitosas deportistas profesionales tendrán que asumir las consecuencias de romper moldes en un mundo donde la ambición y la libertad estaban negadas para el género femenino. Las tres deportistas deberán pagar un alto precio por hacer todo aquello que se suponía no debían hacer: ganar su propio dinero, triunfar profesionalmente, revelarse frente al maltrato o vivir en libertad su sexualidad.

## Reparto
Una lista del reparto confirmado se publicó el 9 de septiembre de 2022.

### Principales
- Zuria Vega como Chelo Barbosa
- Claudia Salas como Idoia Rekalde
- María de Nati como Itzi Galarrán
- David Chocarro como Alejandro
- Alejandra Onieva como Ane
- Marco de la O como Renato

### Recurrentes e invitados
- Eligio Meléndez como Pascual
- Peter Vives como Alan Rider
- Vicente Tamayo como Mario
- Viviana Serna como Rosa
- Hector Kotsifakis como Daniel Uribe
- Antonio Gaona como Fernando Gallardo
- Jesús Castejón como Augustin Galarrán
- Rosa Martí como Maite
- Krista Aroca como Koro
- Eva Rubio como Paqui
- Carla Gris como Laia
- Jesús Noguero como Coldo
- Luis Ernesto Franco como Sibilio Gutiérrez

## Episodios
| N.º | Título                    | Fecha de lanzamiento original |
| --- | ------------------------- | ----------------------------- |
| 1 | «Pioneras»                | 10 de marzo de 2023           |
| A punto de convertirse en campeona de México, Chelo descubre que está embarazada. Itziar acaba de casarse cuando se reencuentra con un amor del pasado. En España, Idoia recibe una oferta para ser la estrella de un frontón mexicano.                |                           |                               |
| 2 | «Punto de partido»        | 10 de marzo de 2023           |
| El cuerpo de Chelo yace en el suelo del frontón en el que acaba de proclamarse campeona de México. Mientras, Itzi llega a España decidida a reconquistar a Ane. En Euskadi, Idoia sigue adelante con la idea de construir su propio frontón en México. |                           |                               |
| 3 | «Un disparo en la frente» | 17 de marzo de 2023           |
| A Idoia se le acaban los recursos para hacer frente a sus deudas, mientras el padre de Itzi le ofrece a su hija un contrato en el frontón del que es propietario. Chelo permanece en una silla de ruedas tras la paliza que le propinó su marido.      |                           |                               |
| 4 | «Lo que hay que tener»    | 24 de marzo de 2023           |
| Idoia e Itzi intentan resolver sus diferencias con el objetivo de tener su propio frontón, la pieza clave para conseguirlo es el marido de Ane. Rosa, otra de las pelotaris mexicanas, acompaña a Chelo en su recuperación.                            |                           |                               |
| 5 | «Putas»                   | 31 de marzo de 2023           |
| El nuevo frontón femenino es una realidad, pero en San Sebastián no todos están dispuestos a ponérselo fácil a Idoia e Itzi. En México, Chelo decide empezar de cero y hace las maletas para viajar a España.                                          |                           |                               |
| 6 | «La estilográfica»        | 7 de abril de 2023            |
| Idoia está decidida a recuperar a su hijo tras enterarse de que sus padres adoptivos planean mudarse a Barcelona. Itzi está desolada tras haberse visto obligada a romper con Ane. Chelo, que permanece en México, va recuperando su forma física.     |                           |                               |
| 7 | «El cielo de los ateos»   | 14 de abril de 2023           |
| Idoia e Itzi son detenidas y acusadas de asesinato y Mario decide intervenir para liberarlas de la cárcel. En México, Chelo sostiene un terrible enfrentamiento con su marido tras el que necesitará toda la ayuda que su amiga Rosa pueda prestarle.  |                           |                               |
| 8 | «La quimera»              | 21 de abril de 2023           |
| Tras quedarse viuda, Ane retoma su carrera de pelotari y es la estrella del frontón en Euskadi. Al otro lado del océano, Idoia e Itzi se encuentran ya en México, donde Chelo descubrirá que su marido se gastó todo su dinero.                        |                           |                               |

## Producción
El 16 de febrero de 2022, TelevisaUnivision anunció a Las pelotaris como uno de los primeros títulos de Vix+ dentro de su primer año, además de ser la primera producción de The Mediapro Studio para TelevisaUnivision tras un acuerdo de coproducción que inició el 11 de mayo de 2022. La producción de la serie inició rodaje el 23 de mayo de 2022, con Zuria Vega, Claudia Salas, María de Nati y Viviana Serna como parte de los roles esterales. Fue filmado en varias locaciones como Ciudad de México, Tepoztlán —en México— Madrid, Guadalajara y San Sebastián —en España—. Tiene contemplado 8 episodios para su lanzamiento. El 9 de septiembre de 2022, fue anunciado el reparto completo de la serie. El 10 de enero de 2023, TelevisaUnivision y The Mediapro Studio revelaron el primer avance oficial de la serie.

## Premios y nominaciones

### Premios PRODU 2023
| Categoría                                                               | Nominados    | Resultados |
| ----------------------------------------------------------------------- | ------------ | ---------- |
| Mejor serie histórica, social y política                                | Marc Cistaré | Nominada   |
| Mejor actriz principal - Serie y miniserie histórica, social y política | Zuria Vega   | Ganadora   |

### Premios Aura
| Categoría                   | Nominados | Resultados | Ref(s) |
| --------------------------- | --- | ---------- | ------ |
| Mejor serie de drama        | Las Pelotaris 1926                                                                                                | Nominado   | [ 15 ] |
| Mejor elenco                | Las Pelotaris 1926                                                                                                | Nominados  | [ 15 ] |
| Mejor producción ejecutiva  | Marc Cistaré, Gabriela Ramirez de Estenoz, Natalia Echeverri, Laura Fernández Espeso, Javier Pons y Adriana Rivas | Nominados  | [ 15 ] |
| Mejor escritor / escritores | Marc Cistaré, Anaí López, Javier Naya y Adriana Rivas                                                             | Nominados  | [ 15 ] |
| Mejor dirección             | Jesús Rodrigo | Nominado   | [ 15 ] |
| Mejor piloto                | Las Pelotaris 1926                                                                                                | Ganador    | [ 15 ] |